# Alte Kirche (Stockheim)

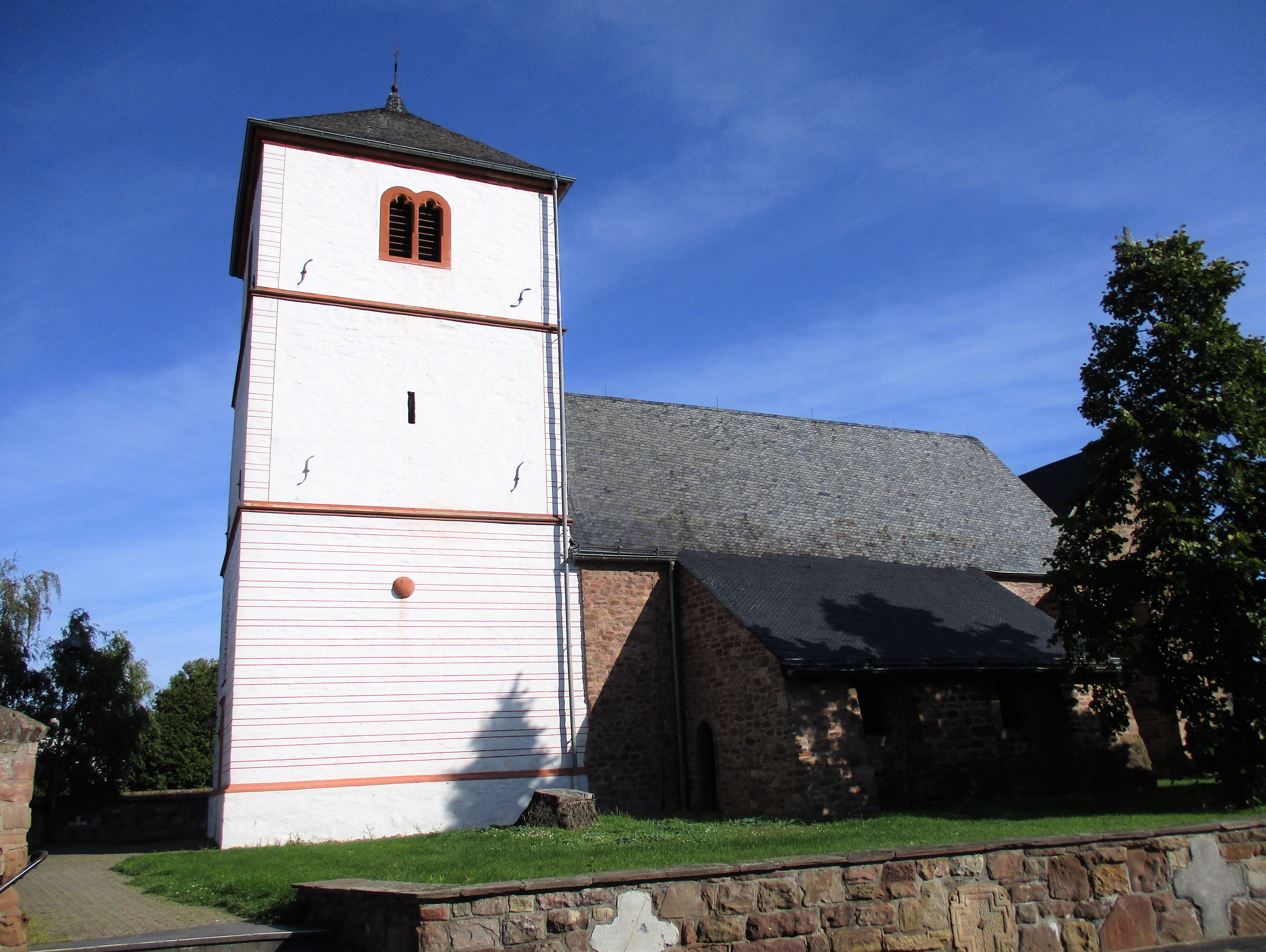
Südansicht

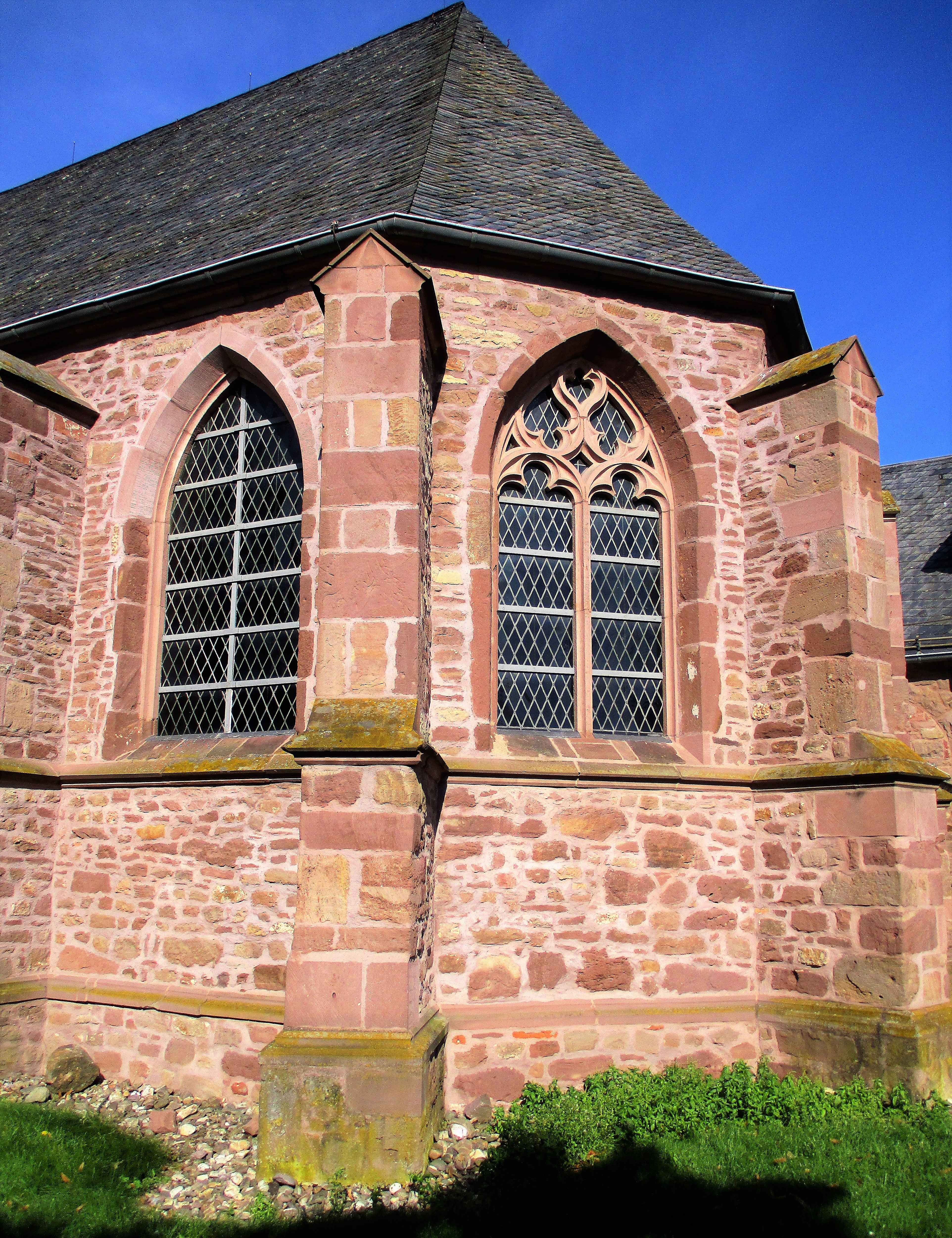
Gotischer Chor

Die Alte Kirche befindet sich in Stockheim, einem Ortsteil der Gemeinde Kreuzau im Kreis Düren in Nordrhein-Westfalen. Sie dient heute als Gemeindesaal und Jugendheim der Pfarrgemeinde und war bis 1937 römisch-katholische Pfarrkirche des Ortes. Abgelöst wurde sie in dieser Funktion von der neuen Kirche St. Andreas.
Das Bauwerk ist als Baudenkmal unter Nummer 42 in die Liste der Baudenkmäler in Kreuzau eingetragen und trug bis zur Umwidmung das Patrozinium des hl. Apostels Andreas.

## Lage
Die Alte Kirche befindet sich an der Kreuzauer Straße im Ortskern von Stockheim am höchsten Punkt des Ortes. Direkt hinter der alten Kirche steht die neue Pfarrkirche.

## Geschichte
Anhand von Bodenfunden konnte festgestellt werden, dass es in Stockheim bereits im 9. Jahrhundert eine kleine Holzkirche gegeben hat. Diese wurde um das Jahr 1000 durch eine Saalkirche aus Sandstein und römischen Ziegeln ersetzt. Diese Saalkirche war mit einer flachen Holzdecke versehen und besaß einen schmäleren rechteckigen Chor im Osten. Im Verlauf des 12. Jahrhunderts wurde das Gotteshaus um ein südliches Seitenschiff erweitert und im 13. Jahrhundert erhöht.
Erstmals schriftlich erwähnt wurde eine Kirche im Liber valoris aus dem Jahr 1308. Schon damals war Stockheim eigenständige Pfarrei.
Die größten baulichen Veränderungen kamen in der Zeit der Spätgotik. 1523 wurde der alte romanische Chor durch einen fünfseitig geschlossenen spätgotischen Chor ersetzt und im gesamten Kirchenschiff Kreuzrippengewölbe eingezogen. Außerdem erhielt die Kirche den dreigeschossige Glockenturm und eine Sakristei. Zwischen 1752 und 1764 erhielt das Kircheninnere eine prächtige Ausstattung in Formen des Rokoko.
Zu Beginn des 20. Jahrhunderts wurde die alte Pfarrkirche zu klein und man beschloss einen Kirchenneubau. So wurde zwischen 1935 und 1937 eine neue Pfarrkirche direkt neben der Alten Kirche nach Plänen von Architekt Hubert Hermann aus Aachen erbaut.
Im Zweiten Weltkrieg wurde die Alte Kirche bis auf die Grundmauern zerstört. Die spitze achtseitige Turmhaube stürzte ein, sowie sämtliche Gewölbe. 1952 erfolgte der vereinfachte Wiederaufbau nach Plänen vom Dürener Architekten Heinrich Richartz. Er sicherte die erhaltenen Mauern und zog eine flache Holzdecke im Schiff ein. Der Glockenturm erhielt ein einfaches Zeltdach. Von 1961 bis 1963 wurde die Alte Kirche zum Gemeindesaal und Jugendheim ausgebaut.

## Baubeschreibung
Die Alte Kirche ist eine im Kern romanische zweischiffige Anlage mit einem fünfseitig geschlossenen Chor in Formen der Gotik und einem vorgebauten dreigeschossigen gotischen Glockenturm mit Zeltdach. Alle Gebäudeteile wurden aus Sandstein und römischen Ziegeln erbaut. Das Innere wird von einer flachen Holzdecke überspannt, die Dienste und Ansätze der zerstörten Kreuzrippengewölbe sind noch erhalten. Die Fenster des Schiffs sind romanisch, die Fenster des Chors und Glockenturms sind gotisch und mit Maßwerk versehen.

## Ausstattung
Heute befindet sich in der alten Kirche keine Ausstattung mehr. Bis zum Krieg besaß die alte Kirche eine reichhaltige barocke Ausstattung. Im Chor befand sich ein barocker Hochaltar mit zwei dazugehörigen Nebenaltären sowie eine Kanzel und Kommunionbank. Diese Ausstattungsstücke wurden alle zwischen 1752 und 1764 angefertigt.